# 南岸街道 (肇庆市)
南岸街道，是中华人民共和国广东省肇庆市高要区下辖的一个乡镇级行政单位。

## 行政区划
南岸街道下辖以下地区：
南岸西区社区、南岸江口社区、南岸南亭社区、南岸文峰社区、南岸西环社区、南岸马安社区、科德村、山口村、坦场村、乌榕村、新江一村、新江二村、定江村、马安村、岗灶村和夏岗村。